# 萊奧爾代尼鄉
44°47′N 25°7′E / 44.783°N 25.117°E
萊奧爾代尼鄉（羅馬尼亞語：Comuna Leordeni, Argeș），是羅馬尼亞的鄉份，位於該國中南部，由阿爾傑什縣負責管轄，處於布加勒斯特西北面80公里，每年平均降雨量1,023毫米，海拔高度284米，2002年人口6,089。